# Campeonato Nacional da 1.ª Divisão de Andebol 1962–63
O Campeonato Português de Andebol Masculino (Seniores) de 1962/63 foi a 11ª edicão, competição organizada pela Federação de Andebol de Portugal. Novo formato, uma tabela com oito clubes disputada a duas voltas nos recintos de cada equipa, que se tornou no modelo da competição para o futuro. FC Porto conquistou o seu 6º Título.

## Campeonato Nacional
| Pos | Equipa             | J  | V  | E | D  | GM  | GS  | Diff | Pts |
| --- | ------------------ | -- | -- | - | -- | --- | --- | ---- | --- |
| 1   | FC Porto           | 14 | 12 | 0 | 2  | 264 | 122 | +142 | 24  |
| 2   | Sporting CP        | 14 | 11 | 0 | 3  | 258 | 144 | +114 | 22  |
| 3   | SL Benfica         | 14 | 9  | 1 | 4  | 224 | 183 | +41  | 19  |
| 4   | Vitória de Setúbal | 14 | 8  | 0 | 6  | 232 | 195 | +37  | 16  |
| 5   | CDUP               | 14 | 6  | 1 | 7  | 176 | 212 | -36  | 13  |
| 6   | Naval Setubalense  | 14 | 6  | 0 | 8  | 197 | 256 | -59  | 10  |
| 7   | Vareiro            | 14 | 3  | 1 | 10 | 137 | 222 | -85  | 7   |
| 8   | Sp. Espinho        | 14 | 0  | 1 | 13 | 126 | 280 | -154 | 1   |